# Orthosia rufomaculata
Orthosia rufomaculata là một loài bướm đêm trong họ Noctuidae.